# Komet Lovas 2
Komet Lovas 2 ali 184P/Lovas 2 je periodični komet z obhodno dobo okoli 6,8 let.
.
 Komet pripada Jupitrovi družini kometov. 

## Odkritje
Komet je leta 1986 odkril madžarski astronom Miklós Lovas. Nato ga v letih 1993 in 2000, ko je bil v prisončju, niso opazili. Ponovno ga je 9. januarja 2007 v okviru programa Catalina Sky Survey našel Richard A. Kowalski .